# Central Coast Mariners Football Club 2019-2020
Questa voce raccoglie le informazioni riguardanti il Central Coast Mariners Football Club nelle competizioni ufficiali della stagione 2019-2020

## Rosa
| N. |                          | Ruolo | Calciatore         |
| -- | ------------------------ | ----- | ------------------ |
| 1  | Australia (bandiera)     | P     | Mark Birighitti    |
| 2  | Scozia (bandiera)        | D     | Ziggy Gordon       |
| 3  | Australia (bandiera)     | D     | Jack Clisby        |
| 4  | Corea del Sud (bandiera) | D     | Eun-seon Kim       |
| 7  | Serbia (bandiera)        | C     | Milan Djuric       |
| 8  | Nuova Zelanda (bandiera) | C     | Michael McGlinchey |
| 10 | Australia (bandiera)     | C     | Tommy Oar          |
| 11 | Australia (bandiera)     | C     | Daniel De Silva    |
| 12 | Australia (bandiera)     | P     | Adam Pearce        |
| 14 | Sudan del Sud (bandiera) | C     | Abraham Majok      |
| 15 | Australia (bandiera)     | D     | Kye Rowles         |
| 16 | Australia (bandiera)     | D     | Dylan Fox          |
| 17 | Australia (bandiera)     | C     | Samuel Silvera     |
| 18 | Australia (bandiera)     | C     | Mark Moric         |

| N. |                      | Ruolo | Calciatore       |
| -- | -------------------- | ----- | ---------------- |
| 19 | Australia (bandiera) | A     | Matt Simon       |
| 21 | Australia (bandiera) | D     | Ruon Tongyik     |
| 22 | Australia (bandiera) | C     | Jacob Melling    |
| 23 | Australia (bandiera) | C     | Mario Shabow     |
| 24 | Australia (bandiera) | P     | Aidan Munford    |
| 25 | Australia (bandiera) | A     | Jordan Murray    |
| 26 | Australia (bandiera) | C     | Joshua Nisbet    |
| 27 | Australia (bandiera) | D     | Lewis Miller     |
| 29 | Brasile (bandiera)   | A     | Jair             |
| 30 | Australia (bandiera) | C     | Dylan Ruiz-Diaz  |
| 32 | Australia (bandiera) | C     | Gianni Stensness |
|    | Australia (bandiera) | A     | John Roberts     |
|    | Australia (bandiera) | C     | Chris Harold     |